# Jaroslav Horáček
Jaroslav Horáček (29. dubna 1926 Děhylov – 16. února 2011 Praha) byl český operní pěvec (bas) a pedagog na Pražské konzervatoři.

## Život a dílo

### Mládí
Narodil se v Děhylově do rodiny železničáře, a protože železničáři byli státními zaměstnanci, museli se podle potřeby dráhy různě přemisťovat. Když bydleli v Chronicích, začal jako malý za pomoci místního šumaře přehrávat zpaměti jednoduché písničky na housle. Po přestěhování zpátky do Děhylova se učil na housle u děhylovského poštmistra. V letech 1937 až 1941 studoval na gymnáziu v Hlučíně, odkud z kvarty přestoupil na obchodní akademii v Ostravě. Když v roce 1942 na tuto školu nastoupil, nacisté ji uzavřeli a musel jít pracovat.

### Kariéra pěvce
V lednu 1943 požádal o přijetí do ostravské opery jako tenor. Po zazpívaní písně Lásko bože lásko ho Jaroslav Vogel angažoval jako druhý bas; vypomáhal též v činohře a baletu a hrál na triangl v divadelním orchestru. Soukromě se vzdělával u barytonisty Eduarda Hrubeše, později Rudolfa Vaška, tenoristy Valentina Šindlera a Petara Burji. Při práci v divadle si přivydělával jako horník na šachtě.
V září 1945 přešel jako IV. bas do nově otevřeného divadla v Opavě, kde se prvně představil v roli Kecala při zahajovacím představení Smetanovy Prodané nevěsty. V roce 1950 opět hostoval v Ostravě, o rok později se vrátil do Ostravy do stálého angažmá. Dne 24. května 1952 se představil v pražském Národním divadle v roli v roli Kecala v Prodané nevěstě a od 1. září následujícího roku zde získal stálé angažmá.

### Pedagogická činnost a soutěže
Zúčastnil se mezinárodní pěvecké soutěže v rámci Pražského jara 1954 a obsadil v ní třetí místo a získal titul laureáta.
Od roku 1961 začal učit na Pražské konzervatoři. Vystupoval kromě českých divadlech i v zahraničí, a to v SSSR a NDR, Bulharsku, Finsku, Belgii, Rakousku, Řecku, Velké Británii a Španělsku. V cizině i režíroval, a to na malé scéně Piccola Scala milánské La Scaly, kde připravil v roce 1966 společně s italským dirigentem Ninem Sanzogem Mozartovou La clemenza di Tito, v letech 1972 až 1977 Smetanovou Prodanou nevěstu v Bostonu a osm operních inscenací nastudoval v Dublinu. Pravidelně účinkoval na festivalu Smetanova Litomyšl až do roku 1990, kterou zakončil Lutoborem ve slavnostním představení Smetanovy Libuše.

### Po odchodu z Národního divadla
V roce 1992 odešel z Národního divadla, hostoval v něm do roku 1998. Rozloučil se rolí biřice ve Smetanových Braniborech v Čechách Až do odchodu do důchodu působil ve Státní opeře Praha. K 1. ledna 1998 odzpíval 5 363 představení; za svou nejoblíbenější roli považoval Mozartova Dona Giovanniho

### Rodinný život
Oženil se s Dagmar Lízalovou z opavského činoherního souboru, s kterou měl 4 děti a to Jana, Jaroslava, Marii a Pavla, který je operní pěvec a sólista Národního divadla.

### Úmrtí
Zemřel po krátké těžké nemoci večer ve středu 16. února 2011 v Praze ve věku 84 let.

## Filmografie
Objevil se ve filmu Opera ve vinici od Jaromila Jireše, seriálu F. L. Věk a nadaboval soudce Frolo ve filmu Zvoník u Matky Boží od Disneyho.

## Ocenění
- 1979 – titul Zasloužilý umělec[9]
- 2006 – Cena Thálie za celoživotní mistrovství v oboru opera.[10]